# پایگاه هوایی دوشان‌تپه

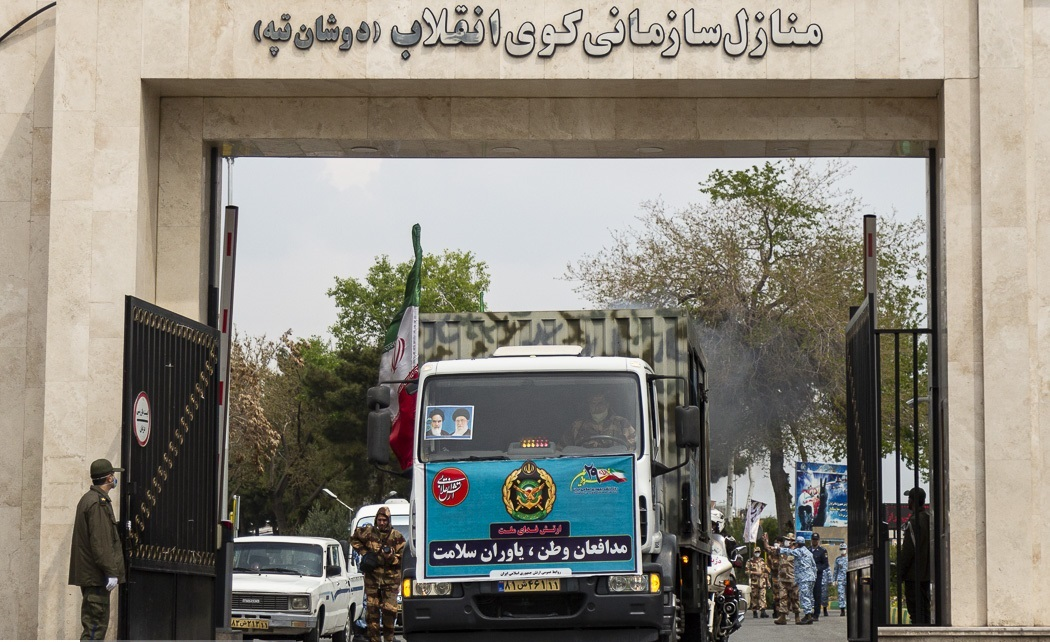
رژه نیروی هوایی ارتش در پایگاه دوشان تپه تهران ۲۰۲۰_۱۳۹۹

پایگاه هوایی دوشان‌تپه (ایکائو: OIID) یا پایگاه یازدهم شکاری تهران پایگاه هوایی و فرودگاهی واقع در خیابان پیروزی در شرق تهران، پایتخت ایران، است. این فرودگاه درون پایگاه اصلی نیروی هوایی ارتش جمهوری اسلامی ایران قرار دارد. این فرودگاه امروزه بسته‌است زیرا خانه‌ها و دیگر مناطق شهری آن را احاطه کرده‌اند. در دهه گذشته این فرودگاه به عنوان پایگاه آموزشی پرواز نیروی هوایی مورد استفاده قرار می‌گرفت و پروازهای گلایدر در آن انجام می‌شد، اما اکنون همه پروازها متوقف شده‌است. باند فرودگاه هنوز در وضعیت عملیاتی قرار دارد تا پروازهای اضطراری را در هنگام زلزله‌های احتمالی یا سایر حوادث در شرق تهران ارائه دهد. این فرودگاه و سایر مراکز نیروی هوایی فضای زیادی را در مناطق شهری شرقی تهران اشغال کرده‌اند و این یکی از دلایل اصلی ترافیک بسیار سنگین در خیابان پیروزی و خیابان دماوند است.